# Nappersdorf-Kammersdorf
Nappersdorf-Kammersdorf est une commune autrichienne du district de Hollabrunn en Basse-Autriche.